# Emsbach (Lahn, Limburg)
Der Emsbach, auch Ems genannt, ist ein fast 40 Kilometer langer, orographisch linker und südwestlicher Zufluss der Lahn im nördlichen Taunus; er durchfließt die hessischen Landkreise Hochtaunuskreis, Rheingau-Taunus-Kreis und Limburg-Weilburg.

## Name
Die ersten schriftlichen Erwähnungen nennen den Fluss Hemisa (Jahr 795) bzw. Emisa (805). Der Ursprung des Namens könnte germanisch sein. Demnach wäre eine Herleitung über die germanische Wurzel  *ami- mit der Bedeutung 'natürlicher Wasserlauf' denkbar. Alternativ wäre auch eine Ableitung von der keltischen Wurzel *am- für 'gießen, begießen' möglich.

## Geographie

### Verlauf
Der Emsbach entspringt im Hohen Taunus am Westabfall des Kleinen Feldberges in einer Höhe von 632 m ü. NHN auf dem Gebiet der Gemeinde Glashütten im  Hochtaunuskreis. Am Hang gibt es noch einige weitere Quellen bis hinauf auf etwa 695 m ü. NHN, die aber nicht unbedingt dauerhaften Abfluss haben.
Zunächst fließt er durch den Ortsteil Oberems und dort durch das Naturschutzgebiet Oberes Emsbachtal, wechselt über die Grenze in den Rheingau-Taunus-Kreis und durchzieht dort Waldems mit den Ortsteilen Wüstems, Niederems und Esch. Zwischen Wüst- und Niederems mündet dabei von Norden her der Reichenbach, worauf er ein kurzes Stück seines Weges nach Westen läuft, bis bei Esch der Schlabach von Süden zumündet, woraufhin er sich wieder seine Generalrichtung nach Nordwesten annimmt und noch vor Walsdorf der Fischbach aus dem Nordosten zuläuft.

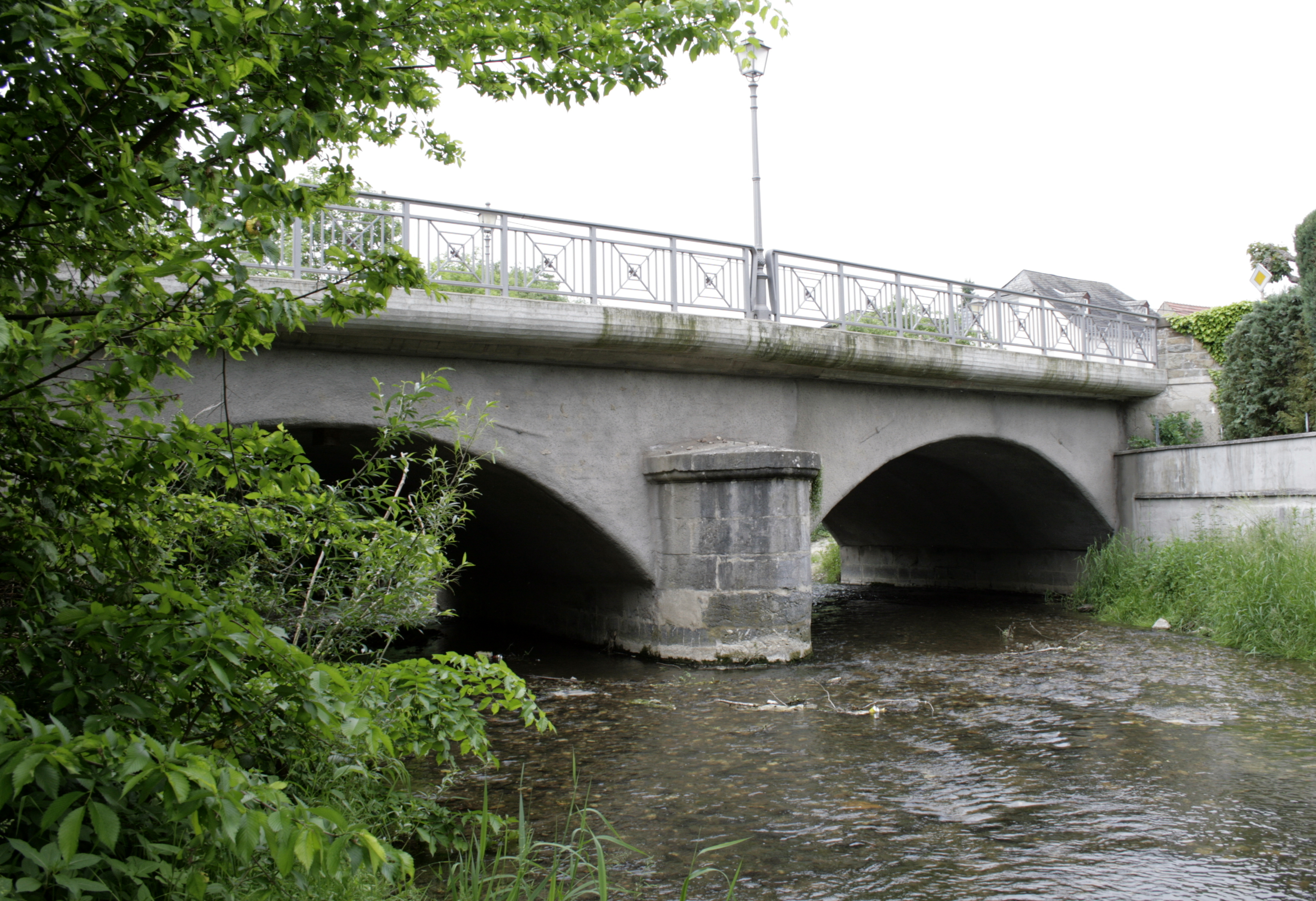
Emsbach in Niederselters

In seinem weiteren Verlauf fließt der Emsbach am Idsteiner Stadtteil Walsdorf vorbei, wo der Knallbach mündet. Im folgenden Goldenen Grund durchquert oder passiert er die Bad Camberger Stadtteile Würges, Bad Camberg, Erbach und Oberselters. In Würges mündet dabei der Angelbach, in Erbach der Dombach, beide von Osten her.
Weiterhin fließt der Emsbach durch Niederselters, Oberbrechen und Niederbrechen, wobei zwischen Ober- und Niederselters  der Eisenbach und in Oberbrechen der Laubusbach wiederum von rechts münden, bis in Niederbrechen mit dem Wörsbach der wichtigste Nebenfluss des Emsbachs von Südosten her zuläuft.
Schließlich fließt er an Limburg-Lindenholzhausen, Runkel-Ennerich und Limburg-Eschhofen vorbei. Beim Eschhöfer Ortsteil Mühlen und gegenüber von Dietkirchen mündet er dann auf etwa 110 m ü. NHN in die Lahn.
Der Emsbach mündet nach einem 39,1 km langen Weg mit etwa 13 ‰ mittlerem Sohlgefälle rund 522 Höhenmeter unterhalb seiner Quelle. 

### Zuflüsse
Zuflüsse von der Quelle zur Mündung. Gewässerlängen und teils auch Größen der Einzugsgebiete nach dem WRRL-Viewer. Auswahl.
- Hasselbach (rechts), 0,8 km
- Furtwiesbach (rechts), 1,3 km
- Reichenbach (rechts), 3,0 km
- Diersbach[5] (links), 1,1 km
- Tiefenbach (rechts), 1,6 km
- Schlabach (links), 6,3 km, 15,47 km²
- Adenbach (links)
- Fischbach (rechts), 4,6 km, 7,10 km²
- Laubach (rechts), 2,7 km
- Knallbach (links), 7,4 km, 8,59 km²
- Brombach (links), 2,6 km
- Schwabach (rechts), 4,1 km, 5,22 km²
- Dombach (rechts), 9,1 km (mit Dottenbach 11,1 km), 	26,48 km²
- Bächelgraben[5] (links), 1,2 km
- Eisenbach (rechts), 8,9 km, 23,18 km²
- Mannbach[6] (rechts), 2,9 km
- Laubusbach (rechts), 13,9 km, 28,09 km²
- Barmbach[7] (rechts)
- Wörsbach (links), 24,5 km, 118,66 km²
- Sauerbornsgraben[5] (links), 1,1 km

## Verkehr
Zwischen Walsdorf und Niederbrechen verlaufen die A 3 und die mit ihr gebündelte Schnellfahrstrecke Rhein/Main–Köln auf dem schmalen Höhenrücken zwischen den Tälern des Emsbachs und seines linken Zuflusses Wörsbach.